# Claudia Perlwitz
Claudia Perlwitz Achter-Bergi es una modelo, diseñadora y empresaria colombiana, nacida en la ciudad de Medellín, Antioquia, descendiente de alemanes.

## Carrera
Claudia inició en el modelaje a los 17 años, trabajando en campañas en su país para marcas como Diesel y Silvia Tcherassi. Ha aparecido en portadas de revistas populares en Colombia como Semana y SoHo.
En 1996, al estar presente en un concierto de la banda de rock Soda Stereo en Bogotá, Claudia fue invitada a Argentina por la modelo y cantante Deborah de Corral, esposa del baterista Charly Alberti. Viajó al país gaucho, donde se desempeñó como modelo de pasarela de la mano del reconocido diseñador Roberto Giordano. Realizó una aparición en 1998 en el vídeoclip de la canción "Llueve sobre mojado" de los músicos Joaquín Sabina y Fito Paez, perteneciente al álbum Enemigos íntimos. Años más tarde regresó a Colombia para dedicarse a su vida como madre y ama de casa, además de emprender algunos proyectos en la industria cosmética.